# Лино, Франко
Франко Осуру Лино (англ. Franco Osuru Lino ; род. 26 августа 2005, Мельбурн) — австралийский футболист южносуданского происхождения, защитник клуба «Викинг». Выступает на правах аренды в клубе «Мельбурн Виктори».

## Карьера

### «Мельбурн Виктори»
Воспитанник футбольной академии австралийского клуба «Мельбурн Виктори», к которой присоединился в возрасте 12 лет. В июле 2023 года футболист был переведён в основную команду австралийского клуба. Дебютировал за клуб футболист 17 июля 2023 года в матче Кубка Австралии против клуба «Ньюкасл Юнайтед Джетс», выйдя на поле в стартовом составе. Дебютный матч в австралийском чемпионате футболист сыграл 4 ноября 2023 года против клуба «Аделаида Юнайтед», выйдя на замену на 70 минуте. Футболист на протяжении первой половины сезона был преимущественно игроком замены, сыграв 7 матчей во всех турнирах, результативными действиями не отличившись. В феврале 2024 года футболист официально покинул австралийский клуб.

### «Викинг»

#### Сезон 2024
В феврале 2024 года футболист перешёл в норвежский клуб «Викинг», с которым подписал четырёхлетний контракт. Дебютировал за клуб футболист 10 апреля 2024 года в матче Кубка Норвегии против клуба «Вархауг», выйдя на поле в стартовом составе. Затем футболист отправился выступать во вторую команду клуба. Дебютный матч футболист сыграл 15 апреля 2024 года против клуба «Йерв», выйдя на поле в стартовом составе и отличившись также дебютным забитым голом. Однако затем футболист в начале мая 2024 года получил серьёзную травму и выбыл из распоряжения клуба. По итогу сезона футболист вместе с клубом завершил чемпионат в зоне вылета. Сам же футболист за свои первые матчи в начале сезона успел отличиться 3 забитыми голами в 4 сыгранных матчах.
В начале 2025 года футболист вернулся в распоряжение клуба, восстановившись от травмы. Первый матч в новом сезоне футболист сыграл 31 марта 2025 года против клуба «Мадла», выйдя на поле в стартовом составе. Первым забитым голом за клуб футболист отличился 7 апреля 2025 года в матче против клуба «Сола». За основную команду клуба футболист сыграл 14 апреля 2025 года в матче Кубка Норвегии против санесского клуба «Хана», выйдя на замену в начале второго тайма. На протяжении первой половины сезона продолжал выступать за вторую команду клуба, в составе которой успел отличиться за первую половину сезона своим единственным забитым голом. В начале июня 2025 года австралиец перестал попадать в заявку на матчи со вторым составом норвежского клуба.

#### Аренда в «Мельбурн Виктори»
В июле 2025 года на правах арендного соглашение присоединился к австралийскому клубу «Мельбурн Виктори», соглашение с которым рассчитано до конца сезона.

## Международная карьера
В июне 2023 года футболист получил вызов в юношескую сборную Австралии до 18 лет. Дебютировал за сборную футболист в товарищеском матче против сборной Португалии. В октябре 2023 года футболист присоединился к молодёжной сборной Австралии до 20 лет. Дебютный матч за сборную футболист сыграл 12 октября 2023 года против сборной Франции. В марте 2024 года футболист вместе с молодёжной сборной Австралии до 23 лет выступал на чемпионате Федерации футбола Западной Азии, где в финале 26 марта 2024 года уступили сборной Южной Кореи.